# Zuleikha Robinson
Pour les articles homonymes, voir Robinson.
Zuleikha Robinson, née à Londres le 29 juin 1977, est une actrice britannique.

## Biographie
Zuleikha est la fille d'une mère indo-bhoutano-malaisienne avec des origines iraniennes et d'un père anglais avec des origines écossaises. Elle a grandi en Thaïlande et en Malaisie. À 15 ans, elle veut devenir actrice et décide de partir à Los Angeles pour suivre des cours à l'American Academy of Dramatic Arts.
Elle débute dans Time Code de Mike Figgis en 2001. Elle obtient son premier rôle important dans Hidalgo en 2004 de Joe Johnston, puis elle incarne la fille d'Al Pacino dans Le Marchand de Venise de Michael Radford.
Elle a tenu un rôle régulier dans The Lone Gunmen : Au cœur du complot et incarne Gaia dans la série télévisée Rome. En 2008, elle apparaît dans la série New Amsterdam. En 2010, Zuleikha tient un rôle régulier, celui d'Ilana, dans l'ultime saison de la série Lost : Les Disparus.
En 2012, elle a un rôle récurrent, celui de Roya Hammad, dans la série Homeland, créée par Howard Gordon et Alex Gansa.

## Filmographie

### Films
- 2001 : Time Code : assistante de Lester Moore
- 2003 : Slash : Suzie
- 2004 : Le Marchand de Venise (The Merchant of Venice) : Jessica
- 2004 : Hidalgo : Jazira
- 2006 : Un nom pour un autre (The Namesake) de Mira Nair : Moushumi Mazumdar
- 2014 : Ask Me Anything d'Allison Burnett (en) : Affie
- 2015 : The Boy de Craig William Macneill : Mom

### Séries télévisées
- 2001: The Lone Gunmen : Au cœur du complot (The Lone Gunmen) : Yves Adele Harlow
- 2002 : X-Files (The X-Files) : Yves Adele Harlow / Lois Runce (saison 9 épisode N'abandonnez jamais)
- 2007 : Rome : Gaia (7 épisodes)
- 2008 : New Amsterdam : Eva Marquez (8 épisodes)
- 2009 - 2010 : Lost : Ilana (saisons 5 et 6)
- 2012 : Homeland : Roya Hammad (9 épisodes)
- 2013 : Mentalist : Dr. Sonia Kidd (saison 5 épisode 14)
- 2013 : Covert Affairs : Bianca Manning (4 épisodes)
- 2013-2014 : Once Upon a Time in Wonderland : Amara (4 épisodes)
- 2014 : Intelligence : Amelia
- 2014 : Kingdom : Allison
- 2015 : Following : Gwen (15 épisodes)
- 2017 : L'Exorciste : Mouse
- 2019-2020 : New York, unité spéciale : cheffe du bureau de l'Unité spéciale Vanessa Hadid (saison 21, épisodes 1, 3, 4, 7, 9, 13, 15 et 16 )
- 2023 : Jack Ryan (série télévisée) : Zeyara Lemos (saison 4)